# Escola Portuguesa de Arte Equestre

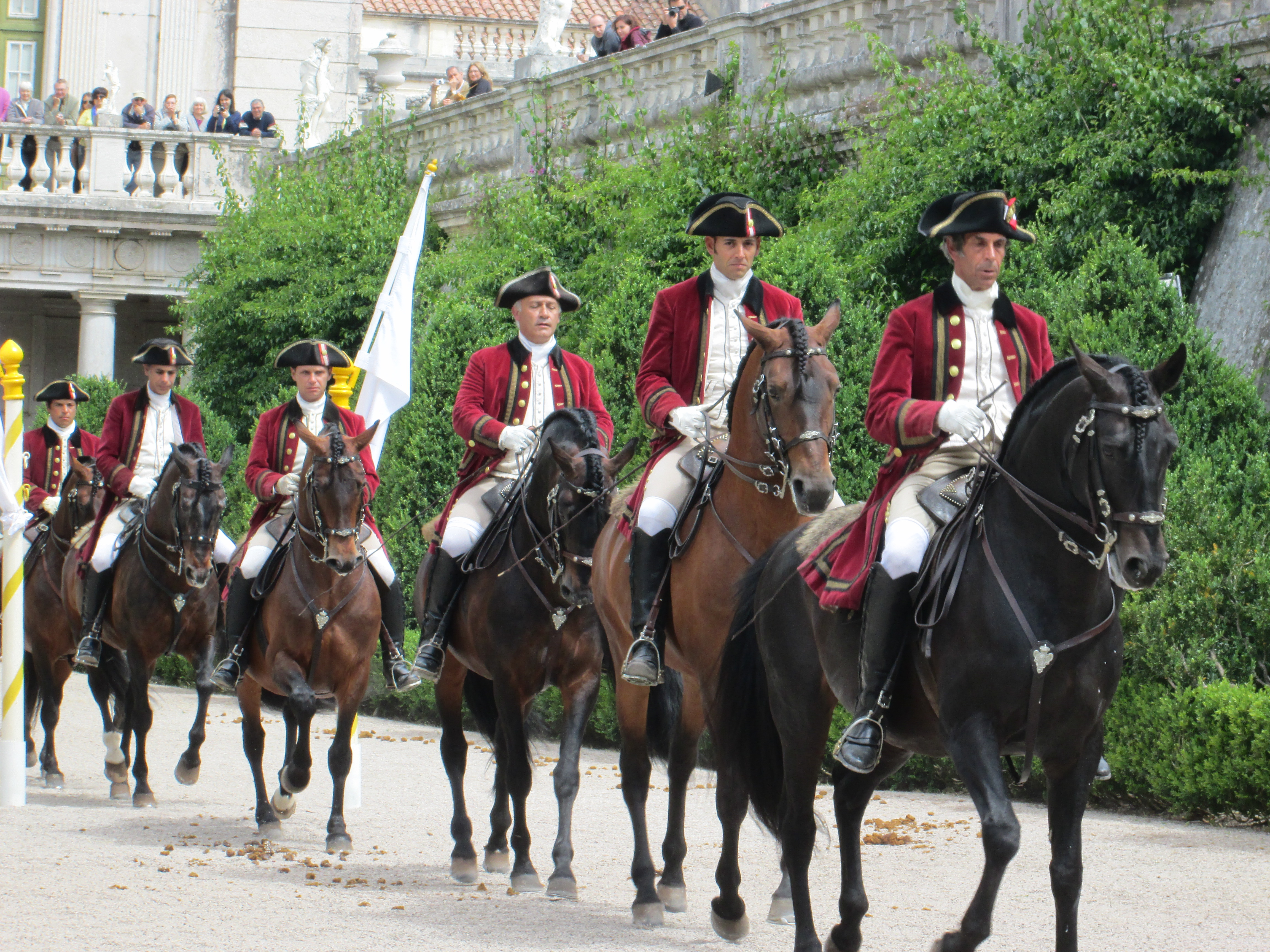
Escola Portuguesa de Arte Equestre

Die Escola Portuguesa de Arte Equestre (Portugiesische Schule der Reitkunst) ist eine klassische Reitschule, die sich der Pflege der Hohen Schule (Klassische Reitkunst) mit iberischen Pferden verschrieben hat.

## Geschichte
Die Ursprünge der Schule gehen auf das Jahr 1726 zurück, als König Johann V. von Portugal die Academia Equestre da Corte Portuguesa (Königliche portugiesische Hofreitschule) gründete, die dem portugiesischen Königshaus und dem portugiesischen Adels als Reitschule diente. 
Während der Herrschaft von König Joseph I. von Portugal war der 4. Marquis von Marialva der Estribeiro-Mor (Oberstallmeister) der Hofreitschule. Marialva leistete Pionierarbeit und gilt als Gründervater der portugiesische Reitschultradition, die auch als Arte Marialva bezeichnet wird. Sein Werk Luz da Liberal e Nobre Arte da Cavallaria von 1790 gilt bis heute als das Hauptwerk der Schule.
Im Jahr 1807 wurde die Reitakademie des Hofes in die Real Picaria Portuguesa (Königliche Portugiesische Reitakademie) umgewandelt. Im Jahr 1821 wurden die Schule und ihr Eigentum verstaatlicht. 1855 wurde Samuel Lupi Direktor der Real Picaria Portuguesa und später Lehrer von König Karl I. von Portugal. Während dessen Regierungszeit, Ende des 19. Jahrhunderts, wurde die Real Picaria Portuguesa aber geschlossen. Die Tradition der Reitschule wurde jedoch durch die Stierkampfreiterei erhalten und stellt heute ein einzigartiges Erbe der Reitkunst dar. Als Nachfolgeinstitution der Real Picaria Portuguesa wurde 1979 die Escola Portuguesa da Arte Equestre vom portugiesischen Landwirtschaftsministerium gegründet.
Sitz der Schule war ab 1996 der Nationalpalast in Queluz. 2015 erfolgte ein Umzug der Pferde und Kutschen nach Belém im Westen von Lissabon. Das reitende Personal umfasste im Jahr 2006 17 Reiter unter der Leitung von J. Filipe Figueiredo, im Jahr 2016 umfasste es 12 Reiter unter Joao Pedro Rodrigues. Anfang 2016 starb der Gründer Schule, Guilherme Borba.